# ジョセフ・クラフト
ジョセフ・クラフト（英: Joseph A.Kraft Jr.、1964年5月 - ）は、日本在住アメリカ人実業家。東京国際大学副学長。

## 来歴
アメリカ国籍、日本で生まれ、5歳でアメリカへ移住し、8歳で日本に戻る。中学はアメリカ、高校は日本でそれぞれで過ごす。
1986年6月 カリフォルニア大学バークレー校ビジネス学科卒業。
1986年7月 モルガン・スタンレーNYK (Morgan Stanley Inc.)。
1987年7月 モルガン・スタンレー東京支社為替&債券トレーディングで共同ヘッド、2000年以降マネージングディレクター。
2007年4月 ドレスナー・クラインオート証券 (Dresdner Kleinwort Japan) 東京支店キャピタル・マーケッツ本部長。
2010年3月 バンク・オブ・アメリカ (Bank of America Merrill Lynch Japan) 東京支店副支店長兼本部長。
2015年7月 ロールシャッハ・アドバイザリー (Rorschach Advisory Inc.) 代表取締役。
2017年7月 SBI FXトレード社外取締役。
2020年6月 ソニー社外取締役。
2024年6月 東京エレクトロン社外取締役。
24年11月より東京国際大学副学長兼特命教授。